# 筒井町 (神戸市)
筒井町（つついちょう）は兵庫県神戸市中央区の町名。現行行政地名は筒井町一丁目から筒井町三丁目。郵便番号は651-0071。

## 地理
中央区東南部、旧・葺合区域東部の市街地南寄り、JR東海道本線の南側に位置する。工場・商店・飲食店・住宅が建ち並ぶ商業・工業地域。東は脇浜町一丁目、南は同三丁目、西は南から順に日暮通・八雲通・東雲通、北はJR線上の若菜通が隣接する。一～三丁目に分かれて住居表示する。

## 歴史
町名は江戸期から明治20年まであった筒井村に因む。筒井村の由来は、筒井八幡神社にあった古い筒型の井戸だと伝えられる。福原京のあった頃、公卿中山忠親の日記『山槐記』に「筒居」を通って福原に行ったとあることから平安時代末期には地名が知られていた事がわかる。筒井村の枝郷に下筒井村・西筒井村があり本村は上筒井村とも呼ばれた。筒井町の町域は元々下筒井村などだった。
昭和6年（1931年）から葺合区、昭和55年（1980年）から中央区に所属。

### 沿革
- 明治38年（1905年）：地域南端に阪神電気鉄道が通り、近隣に阪神春日野道駅が開業。
- 明治39年（1906年）：神戸市葺合町から成立。最初一丁目のみだった。
- 昭和4年（1929年）：一～三丁目に分かれる。
- 昭和11年（1936年）：阪神急行電鉄が高架で乗り入れ、北西に隣接地に阪急春日野道駅が開業。
- 昭和47年（1972年）：一部が割塚通一～七丁目となる。

## 人口統計
- 平成17年国勢調査（2005年10月1日現在）での世帯数1,743、人口3,021、うち男性1,424人、女性1,597人[1]。
- 昭和63年（1988年）の世帯数710・人口1,614[2]。
- 昭和35年（1960年）の世帯数858・人口3,425[2]。
- 大正9年（1920年）の世帯数768・人口3,462[2]。

## 施設
二丁目
- 住友ゴム工業技術研究センター
- 筒井公園

三丁目
- 葺合警察署割塚交番
- みなと銀行春日野支店
- 春日野道商店街